# Stormartillerivagn m/43
Il  Stormartillerivagn m/43 (Sav m/43) era un cannone d'assalto svedese della seconda guerra mondiale.

## Storia
Durante la produzione del carro armato medio Stridsvagn m/41 SII, a sua volta derivava dall'ottimo carro cecoslovacco TNH, l'Esercito svedese decise di acquisire un cannone d'assalto per il supporto diretto alla fanteria, secondo lo stesso concetto del tedesco StuH 42 e del russo SU-122.
Dopo una serie di test con un prototipo ottenuto dal telaio non modificato di un Strv m/41 SII, si decise che gli ultimi 18 carri da produrre venissero costruiti come cannoni d'assalto; a questi seguì un secondo ordine di 18 carri Strv m/41 SII. Inizialmente denominato Pansarartillerivagn m/43, era equipaggiato con un cannone 7,5 cm m/02. A causa delle modeste prestazioni dell'arma, nel 1946 i mezzi furono riarmati con il cannone Bofors 10,5 cm m/44. Questo ottimo mezzo era motorizzato con un propulsore Scania-Vabis typ 1664 da 142 hp, con trasmissione Praga-Wilson a 5+1 marce.
Nell'autunno del 1944 venne consegnato il primo veicolo. Tutti i mezzi furono assegnati al Reggimento A9 a Kristinehamn, organizzati in tre batterie da 6 pezzi ciascuna. L'unità, al comando del tenente colonnello Karl Ångström, venne dislocata a Värmland, presso la frontiera con la Norvegia. Nel 1951 i Sav m/43 vennero assegnati alla fanteria meccanizzata, inquadrati in compagnie di cannoni d'assalto. Il mezzo fu ritirato dal servizio tra il 1973 ed il 1974, quando fu sostituito dal Stridsvagn 74.